# Callipallene dubiosa
Callipallene dubiosa är en havsspindelart som beskrevs av Hedgpeth, J.W. 1949. Callipallene dubiosa ingår i släktet Callipallene och familjen Callipallenidae. Inga underarter finns listade.